# Ebbenhouten Schoen 2012
De winnaar van de Ebbenhouten Schoen 2012 is de Congolees Dieumerci Mbokani. Hij ontving de Belgische voetbaltrofee op 7 mei 2012, uit handen van ex-winnaar Marouane Fellaini.

## Palmares
Dieumerci Mbokani won als speler van Standard Luik in zowel 2008 als 2009 de landstitel. De spits werd in beide seizoenen vierde bij de uitreiking van de Ebbenhouten Schoen. Na een kort en niet succesvol avontuur in het buitenland haalde RSC Anderlecht hem terug naar België. Een dag voor de uitreiking van de Ebbenhouten Schoen veroverde hij met paars-wit zijn derde titel. De fysiek sterke aanvaller haalde het in het referendum voor ploeggenoot Cheikhou Kouyaté.

## Uitslag
| Nr.        | Land                               | Naam                | Club(s)        |            |
| Finalisten | Finalisten                         | Finalisten          | Finalisten     | Finalisten |
| ---------- | ---------------------------------- | ------------------- | -------------- | ---------- |
| 1.         | Vlag van Congo-Kinshasa            | Dieumerci Mbokani   | RSC Anderlecht |            |
| 2.         | Vlag van Senegal                   | Cheikhou Kouyaté    | RSC Anderlecht |            |
| 3.         | Vlag van Burundi · Vlag van België | Meme Tchité         | Standard Luik  |            |
| 4.         | Vlag van Nigeria                   | Joseph Akpala       | Club Brugge    |            |
| 5.         | Vlag van Ivoorkust                 | Gohi Bi Zoro Cyriac | Standard Luik  |            |

1992 · 1993 · 1994 · 1995 · 1996 · 1997 · 1998 · 1999 · 2000 · 2001 · 2002 · 2003 · 2004 · 2005 · 2006 · 2007 · 2008 · 2009 · 2010 · 2011 · 2012 · 2013 · 2014 · 2015 · 2016 · 2017 · 2018 · 2019 · 2020 · 2021 · 2022 · 2023 · 2024